# Ypreville-Biville
Ypreville-Biville è un comune francese di 529 abitanti situato nel dipartimento della Senna Marittima nella regione della Normandia.

## Società

### Evoluzione demografica
Abitanti censiti